# 愛知縣海部郡飛島村大字飛島新田字竹之鄉餘多連南之割
愛知縣海部郡飛島村大字飛島新田字竹之鄉餘多連南之割（日语：愛知県海部郡飛島村大字飛島新田字竹之郷ヨタレ南ノ割），為過去位於日本飛島村北部的竹之鄉8丁目附近地區在2015年以前的舊地名，該地長達25個日文字的完整地名曾被認為是全日本名字最長的地名，但由於日本各地地名用法有多種變化，此項紀錄是否正確仍有多種不同說法。
該地為18世紀時尾張藩以圍墾自伊勢灣取得的飛島新田的一部分區域，地名中的小字「竹之鄉」為當時新土地中分別採松竹梅命名的「松之鄉」、「竹之鄉」、「梅之鄉」的其中一塊；之後接續的「餘多連」（ヨタレ）為劃分新土地區域採用伊呂波順兩兩組合命名時，以第15至17字合成命名的第八塊區域。而「餘多連」這一塊區域又被分割為「北之割」（北ノ割）和「南之割」（南ノ割）兩地，因而組成這特別長的一串地名。
在2015年2月23日飛島村正式將該地名重新整編至竹之鄉8丁目後，此地名已不再使用。

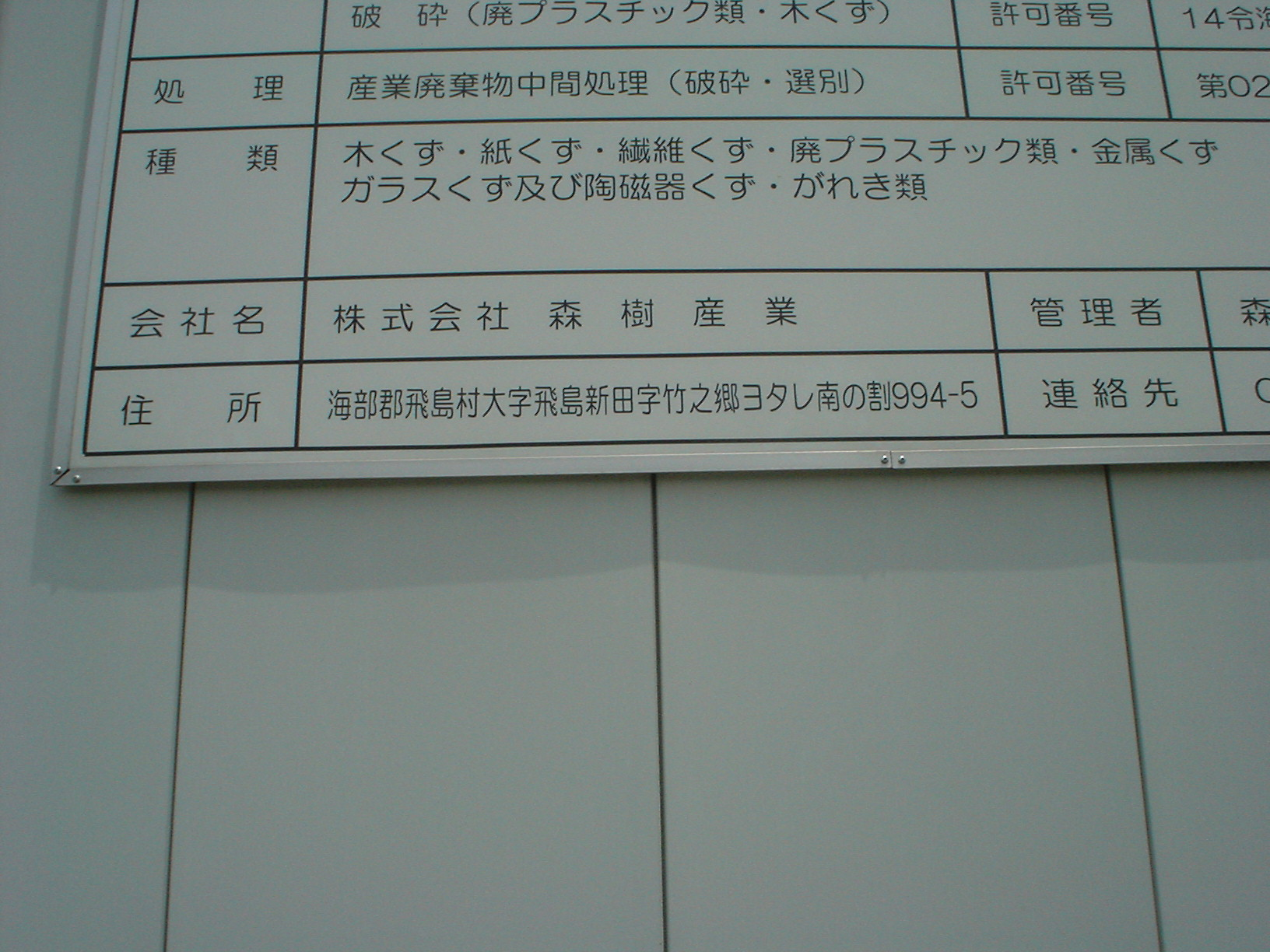
約在2007年拍攝，位於當地的工程告示看板上所標示的地址。

## 外部連結
- （日語） 愛知県海部郡飛島村大字飛島新田字竹之郷ヨタレ南ノ割訪問レポート